# Dadasz Babażanow
Dadasz Babażanowicz Babażanow (ros. Дадаш Бабажанович Бабажанов; ur. 1 marca 1922 we wsi Uzynagasz w obecnym obwodzie ałmaackim, zm. 6 lutego 1985 tamże) – radziecki żołnierz, czerwonoarmista, Bohater Związku Radzieckiego (1945).

## Życiorys
Urodził się w ujgurskiej rodzinie robotniczej. W 1941 skończył niepełną szkołę średnią, od sierpnia 1941 służył w Armii Czerwonej. Od grudnia 1942 uczestniczył w wojnie z Niemcami, w 1944 został członkiem partii komunistycznej. Jako dowódca drużyny w kompanii 1369 pułku strzelców w składzie 417 Dywizji Strzeleckiej z 51 Armii 4 Frontu Ukraińskiego w maju 1944 brał udział w walkach o Sewastopol. Wyróżnił się w walkach o wzgórze Sapun-Gory koło miasta, gdzie wraz z drużyną zadał przeciwnikowi duże straty, a następnie jako jeden z pierwszych wdarł się do Sewastopola. Po wojnie został zdemobilizowany i wrócił w rodzinne strony. W 1947 ukończył szkołę partyjną przy KC Komunistycznej Partii (bolszewików) Kazachstanu.

## Odznaczenia
- Złota Gwiazda Bohatera Związku Radzieckiego (24 marca 1945)
- Order Lenina
- Order Sławy III klasy

I medale.